# Nekrolog 1569
Nekrolog
◄◄
| ◄
| 1565
| 1566
| 1567
| 1568
| 1569 | 1570 | 1571 | 1572 | 1573 | ► | ►►
Weitere Ereignisse | Allgemeiner Nekrolog 1569
Die Beschreibung der verstorbenen Person sollte so kurz wie möglich gehalten sein und nur deren signifikante Tätigkeit(en) enthalten.
Neue Namen ggf. auch unter dem Geburts- und Sterbedatum, also etwa unter 1. Januar und im Geburts- und Sterbejahr (2024) eintragen (nur bei entsprechender großer Wichtigkeit). Für Beispiele siehe die schon vorhandenen Artikel.
Außerdem über die fünf zuletzt Verstorbenen, zu denen es einen ausreichend guten Artikel für eine Präsentation auf der Hauptseite gibt, nach der todesbedingten Überarbeitung der Artikel ggf. auch unter Wikipedia Diskussion:Hauptseite informieren und sie am besten auch in den anderen Wikipedia-Sprachversionen eintragen. Tipp: Regelmäßig bei news.google.de nach „ist tot“, „gestorben“ oder „verstorben“ suchen.
Wenn eine Person gestorben ist, gibt es viele Seiten zu dieser Person in der Wikipedia, die davon auch betroffen sind und entsprechend aktualisiert werden müssen. Beispiele: Namenübersichtsseite, Geburtsjahr, Geburtsort-Seiten und viele mehr.
Wie finde ich die betroffenen Seiten?
Im Suchfeld auf der linken Seite gibt man den Suchbegriff so ein: „Vorname Nachname“. Dann klickt man auf Volltext und alle Seiten mit entsprechendem Suchtext werden aufgerufen. Hier sieht man dann schnell, wo auch das Todesjahr Sinn macht oder sogar ein Teil des Artikels angepasst werden muss. Auch hilft das „Werkzeug“ auf der linken Seite sehr gut, um solche Seiten aufzufinden: „Links auf diese Seite“. Somit ist die Wikipedia wieder aktuell in allen Bereichen! Hinweis: bei Eintragung der Kategorie „Gestorben JAHR“ wird der Missbrauchsfilter 49 ausgelöst, was jedoch nicht schlimm ist. Siehe: Spezial:Missbrauchsfilter/49
Dies ist eine Liste von im Jahr 1569 verstorbenen bekannten Persönlichkeiten. Die Einträge erfolgen innerhalb der einzelnen Daten alphabetisch sortiert. Tiere sind im Nekrolog für Tiere zu finden.

## Januar
| Tag        | Name                          | Beruf, bekannt als                                          | Alter | Beleg |
| ---------- | ----------------------------- | ----------------------------------------------------------- | ----- | ----- |
| 13. Januar | Christoph III. von Pappenheim | Marschall                                                   | 30    |       |
| 15. Januar | Catherine Carey               | Lady of the Bedchamber der englischen Königin Elisabeth I.  |       |       |
| 17. Januar | Ludwig Carinus                | Schweizer Humanist und Arzt                                 |       |       |
| 20. Januar | Miles Coverdale               | englischer Bibelübersetzer und Bischof von Exeter           |       |       |
| 26. Januar | Józef Struś                   | Mediziner und Leibarzt der polnischen Könige                |       |       |
| 28. Januar | Gianantonio Capizucchi        | italienischer Geistlicher, Kardinal der katholischen Kirche | 53    |       |
| Januar     | Maha Chakkraphat              | 17. Herrscher des Königreiches Ayutthaya                    |       |       |

## März
| Tag      | Name                                 | Beruf, bekannt als                          | Alter | Beleg |
| -------- | ------------------------------------ | ------------------------------------------- | ----- | ----- |
| 7. März  | Pierre Hamon                         | französischer Kalligraph                    |       |       |
| 13. März | Louis I. de Bourbon, prince de Condé | französischer Feldherr                      | 38    |       |
| 17. März | Karl Christoph                       | Herzog von Münsterberg sowie Graf von Glatz | 23    |       |

## April
| Tag       | Name             | Beruf, bekannt als                                                             | Alter | Beleg |
| --------- | ---------------- | ------------------------------------------------------------------------------ | ----- | ----- |
| 23. April | Matthäus Röseler | deutscher Dichter, Mathematiker, Astronom, Mediziner und Rechtswissenschaftler |       |       |

## Mai
| Tag     | Name                          | Beruf, bekannt als                         | Alter | Beleg |
| ------- | ----------------------------- | ------------------------------------------ | ----- | ----- |
| 10. Mai | Juan de Ávila                 | Prediger und Heiliger                      |       |       |
| 16. Mai | Dirk Willems                  | Täufer und Märtyrer                        |       |       |
| 17. Mai | Georg                         | Pfalzgraf und Herzog von Simmern           |       |       |
| 22. Mai | Georg Aemilius                | deutscher Theologe und Botaniker           | 51    |       |
| 27. Mai | François de Coligny-d’Andelot | Generaloberst der französischen Infanterie | 48    |       |

## Juni
| Tag      | Name                     | Beruf, bekannt als                                                   | Alter | Beleg |
| -------- | ------------------------ | -------------------------------------------------------------------- | ----- | ----- |
| 3. Juni  | Giovan Battista Castello | italienischer Bildhauer der Renaissance                              |       |       |
| 6. Juni  | Jost Hoen                | deutscher Magister, Lehrer und Kanzleirat                            |       |       |
| 6. Juni  | Johann Sebastian Pfauser | evangelischer Theologe                                               |       |       |
| 11. Juni | Anton Holtscho           | Kaufmann und Ratsherr der Hansestadt Lübeck                          |       |       |
| 11. Juni | Wolfgang                 | Herzog von Pfalz-Zweibrücken                                         | 42    |       |
| 16. Juni | Reimar Kock              | deutscher evangelischer Theologe, Chronist von Lübeck                |       |       |
| 20. Juni | Johannes Lonicer         | deutscher Altphilologe, Humanist, Dichter und evangelischer Theologe |       |       |
| 22. Juni | Melchior Acontius        | deutscher Humanist und Lyriker                                       |       |       |
| 26. Juni | Viktorin Strigel         | lutherischer Theologe                                                |       |       |

## Juli
| Tag      | Name             | Beruf, bekannt als                             | Alter | Beleg |
| -------- | ---------------- | ---------------------------------------------- | ----- | ----- |
| 18. Juli | Anton Lauterbach | lutherischer Theologe, Superintendent in Pirna | 67    |       |

## August
| Tag        | Name          | Beruf, bekannt als                                      | Alter | Beleg |
| ---------- | ------------- | ------------------------------------------------------- | ----- | ----- |
| 27. August | Niccolò Massa | venezianischer Arzt und Anatom                          | 80    |       |
| 28. August | Jakob Binck   | luxemburgischer Maler und Kupferstecher der Renaissance |       |       |
| 31. August | Jean De Latre | franco-flämischer Kapellmeister und Komponist           |       |       |

## September
| Tag           | Name                      | Beruf, bekannt als                                       | Alter | Beleg |
| ------------- | ------------------------- | -------------------------------------------------------- | ----- | ----- |
| 1. September  | Maria Temrjukowna         | tscherkessische Prinzessin und Zarin von Russland        |       |       |
| 5. September  | Edmund Bonner             | Bischof von Hereford und London                          |       |       |
| 5. September  | Pieter Bruegel der Ältere | flämischer Maler, Maler der niederländischen Renaissance |       |       |
| 5. September  | Bernardo Tasso            | italienischer Dichter                                    | 75    |       |
| 18. September | Margarethe von Döhlau     | Äbtissin                                                 |       |       |

## Oktober
| Tag         | Name                | Beruf, bekannt als                            | Alter | Beleg |
| ----------- | ------------------- | --------------------------------------------- | ----- | ----- |
| 3. Oktober  | Philibert von Baden | Markgraf von Baden                            | 33    |       |
| 7. Oktober  | Guillaume Guéroult  | französischer Schriftsteller und Emblematiker |       |       |
| 28. Oktober | Antonio Gardano     | venezianischer Komponist                      |       |       |

## November
| Tag          | Name                       | Beruf, bekannt als                                                         | Alter | Beleg |
| ------------ | -------------------------- | -------------------------------------------------------------------------- | ----- | ----- |
| 9. November  | Johann Brendel von Homburg | Burggraf von Friedberg                                                     |       |       |
| 11. November | Daniel Rantzau             | königlich-dänischer Feldhauptmann                                          |       |       |
| 24. November | Celio Secondo Curione      | humanistischer Gelehrter und evangelischer Theologe italienischer Herkunft | 66    |       |
| 29. November | António Ferreira           | portugiesischer Dichter, Dramatiker und Humanist                           |       |       |

## Dezember
| Tag          | Name                                       | Beruf, bekannt als                                               | Alter | Beleg |
| ------------ | ------------------------------------------ | ---------------------------------------------------------------- | ----- | ----- |
| 5. Dezember  | Jakob Reinhard                             | braunschweig-lüneburgischer und calenberg-göttingerscher Kanzler |       |       |
| 10. Dezember | Paul Eber                                  | deutscher Theologe, Kirchenliederdichter und Reformator          | 58    |       |
| 15. Dezember | Ludovica Margaretha von Zweibrücken-Bitsch | deutsche Adlige                                                  | 29    |       |
| 16. Dezember | Giuliano Tiburtino                         | italienischer Komponist, Sänger- und Streichinstrumentenspieler  |       |       |
| 28. Dezember | Jacoba Jacobsdr. Bam                       | niederländische Frau, die der Hexerei angeklagt worden war       |       |       |

## Datum unbekannt
| Tag                           | Name                         | Beruf, bekannt als                                                            | Alter | Beleg |
| ----------------------------- | ---------------------------- | ----------------------------------------------------------------------------- | ----- | ----- |
|                               | Abén Humeya                  | Moriskenkönig                                                                 |       |       |
| zwischen 24. März und 18. Mai | Peter Allet                  | Schweizer Landeshauptmann                                                     |       |       |
|                               | Arsenios Balaban             | orthodoxer Bischof von Lwów                                                   |       |       |
|                               | Girolamo Mazzola Bedoli      | italienischer Maler                                                           |       |       |
|                               | Jerónimo Cardoso             | portugiesischer Latinist, Romanist, Lusitanist und Lexikograf                 |       |       |
|                               | Vincenzo Cartari             | italienischer Mythograph und Diplomat                                         |       |       |
|                               | Giambattista Castello        | italienischer Baumeister                                                      |       |       |
|                               | Eitl Hans Gienger            | Landvogt zu Feldkirch, Hofkriegsrat, Land- und Feldzeugmeister in Tirol       |       |       |
|                               | Johannes Hagemeister         | deutscher Theologe der Reformationszeit in Pommern                            |       |       |
| Zwischen Januar und Juli      | Christian Hollander          | franko-flämischer Komponist, Sänger und Kapellmeister                         |       |       |
|                               | Jean Jolivet                 | französischer Kartograph und Geograph                                         |       |       |
|                               | Konrad IV.                   | Graf von Tübingen, Herr zu Lichteneck. Ab 1536 Herr zu Lichteneck und Limburg |       |       |
|                               | Ivan Lenković                | kroatischer Uskoke                                                            |       |       |
|                               | Gracia Nasi                  | Führerin der Marranen                                                         |       |       |
|                               | Georg Pictorius              | Renaissance-Autor, Arzt                                                       |       |       |
|                               | Hieronymus Rauscher          | evangelisch-lutherischer Theologe                                             |       |       |
|                               | Mikołaj Rej                  | polnischer Dichter                                                            |       |       |
|                               | Joseph Sulaqa                | Erzbischof und Metropolit der Indischen Thomaschristen                        |       |       |
|                               | Ludovica Torelli             | Gründerin religiöser Frauenvereinigungen                                      |       |       |
|                               | Laurenz Ulner                | Bürger und Ratsherr der Stadt Gladbach                                        |       |       |
|                               | Fernando Vázquez de Menchaca | spanischer Jurist und Humanist                                                |       |       |